# Nervios sacros

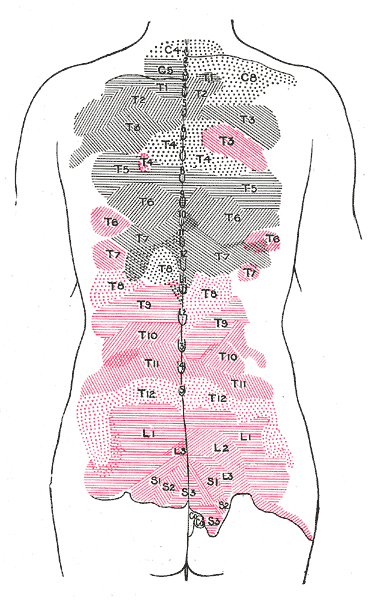
Áreas de distribución de las ramas cutáneas posteriores de los nervios espinales. Los nervios sacros están distribuidos por la región anal.

Los nervios sacros son un grupo de cinco nervios espinales que emergen del hueso sacro, y constituyen el segmento más bajo de la médula espinal. A pesar de que los componentes vertebrales del sacro están fusionados en un solo hueso, cada vértebra del hueso se usa para numerar los nervios sacros, tal como ocurre con el resto de los nervios espinales. Sus ramas transmiten impulsos nerviosos a la ingle y, por extensión, a los miembros inferiores.

## Anatomía

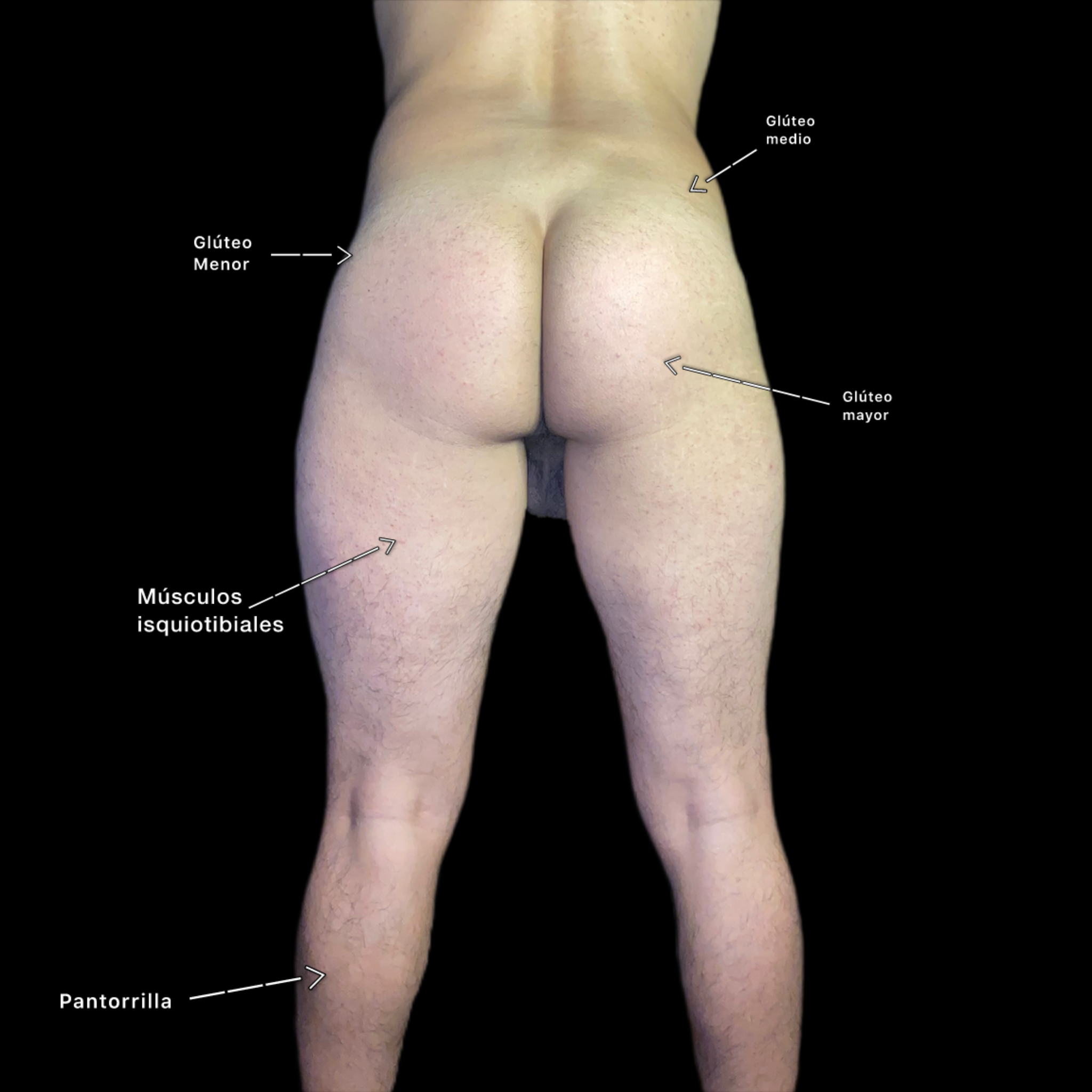
Musculatura inferior que recubre el nervio sacro.

Los nervios sacros tienen su origen en la médula espinal y atraviesan los orificios vertebrales del hueso sacro. Como todo nervio espinal, los nervios sacros tienen dos raíces, una anterior o motora y otra posterior o sensitiva. Ambas raíces se unen fuera del ganglio espinal y emergen juntas, en dos ramas:
- Posterior. Salen del agujero sacro posterior y forman las ramas posteriores de los nervios sacros.

- Anterior. Salen del agujero sacro anterior y contribuyen ramas hacia el plexo sacro (S1-S4) y el plexo sacrococcígeo.

El tercer y cuarto nervio sacro (S3 y S4) tienen fibras que se unen al plexo hipogástrico inferior que inervan la musculatura lisa del colon descendente, colon sigmoide, el recto, los órganos genitales—internos y externos—, la vejiga y la uretra.

## Función
La función de la contribución parasimpática sacro es la de producir relajación de los esfínteres y contracción de las paredes musculares, provocando la micción, la defecación y la erección de los órganos genitales. Las fibras transportan también señales sensoriales, como el dolor y la sensación de llenado, tanto de la vejiga como del recto. La estimulación del nervio sacro es uno de los procedimientos médicos usados para el tratamiento de la incontinencia fecal.

## Ramas
Ramas posteriores.

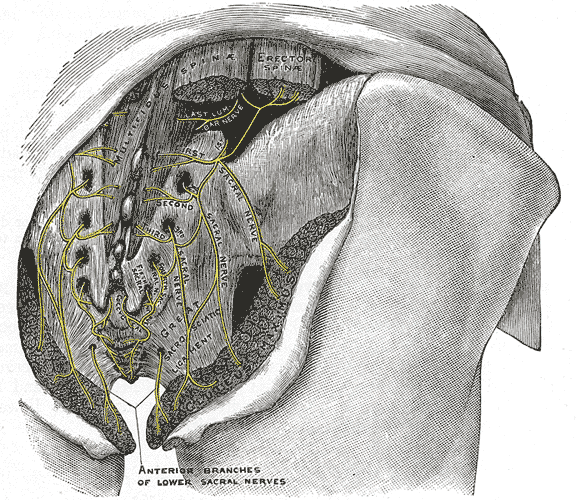
Divisiones posteriores de los nervios sacros.

Las continuaciones posteriores de los nervios sacros son cuatro pequeñas divisiones nerviosas y disminuyen aún más de tamaño al distanciarse de su punto de origen. Emergen, con la excepción de la última rama más inferior, desde los agujeros sacros posteriores. Las tres ramas superiores están cubiertas por el músculo multífido del raquis y se dividen en ramas mediales y laterales. Un quinto nervio sacro y una coccígea se unen formando entre todos el plexo sacro posterior, que se distribuye para el músculo glúteo mayor y sacrolumbar, y con las ramas sensitivas que inervan la piel de la región sacrococcígea.
Ramas anteriores.
Las ramas anteriores de los nervios sacros forman el plexo sacro (S1-S4) que provee inervación a la pelvis y los miembros inferiores. Los haces y fibras provenientes, especialmente de los nervios sacros anteriores S4 y S5, se juntan con el nervio coccígeo y forman el plexo sacrococcígeo, cercano al hueso coxal y a la región anal. Termina originando los nervios anococcígeos que suplen terminaciones nerviosas para la piel de la región del ano y a la articulación sacrococcígea.